# Piotr Milan
Piotr Jerzy Milan (ur. 24 sierpnia 1971 w Sanoku, zm. 23 stycznia 1995 w Gniewoszówce) – polski hokeista, wychowanek i zawodnik sanockiego klubu hokejowego.

## Życiorys i kariera sportowa

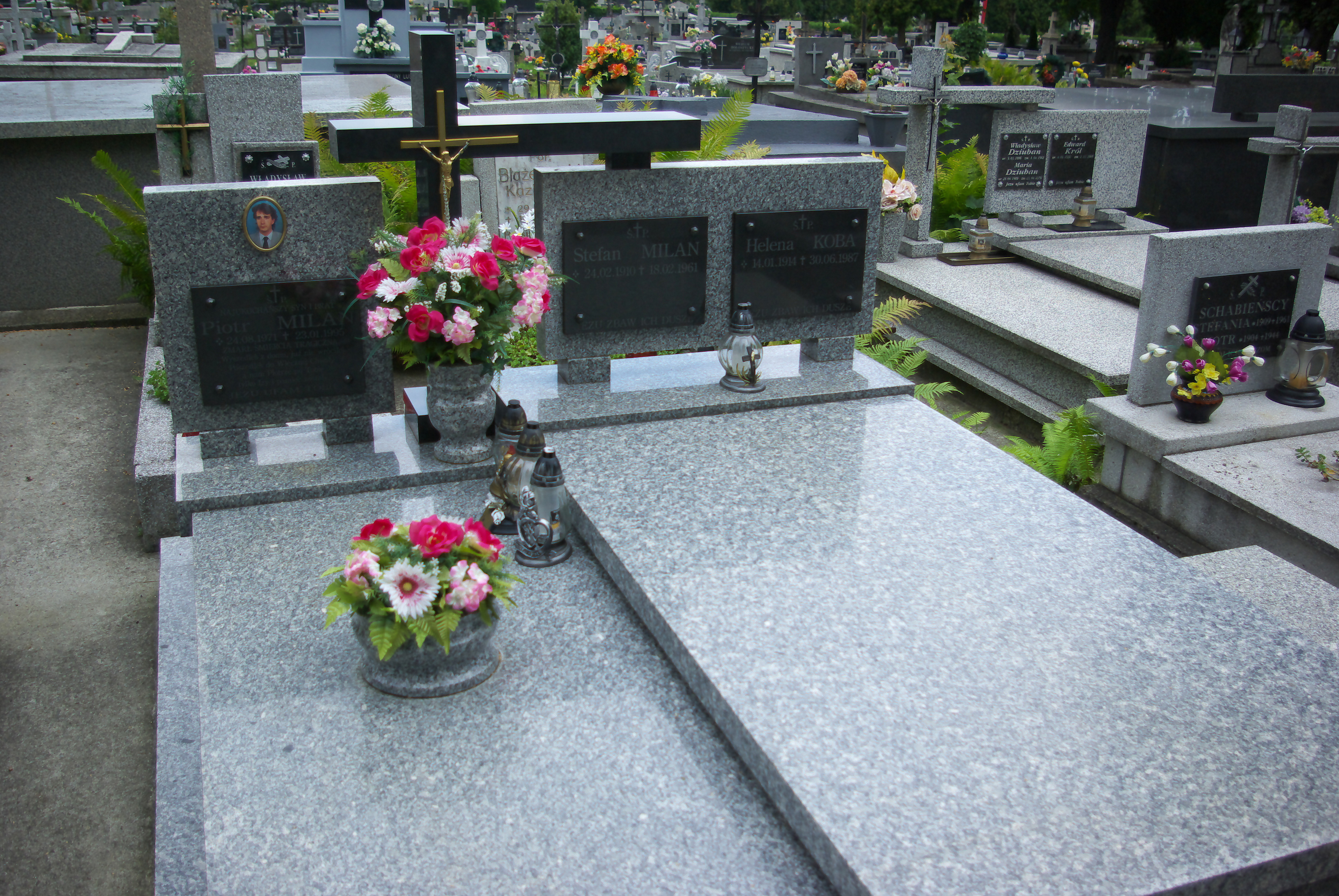
Grobowiec rodziny Milanów w Sanoku

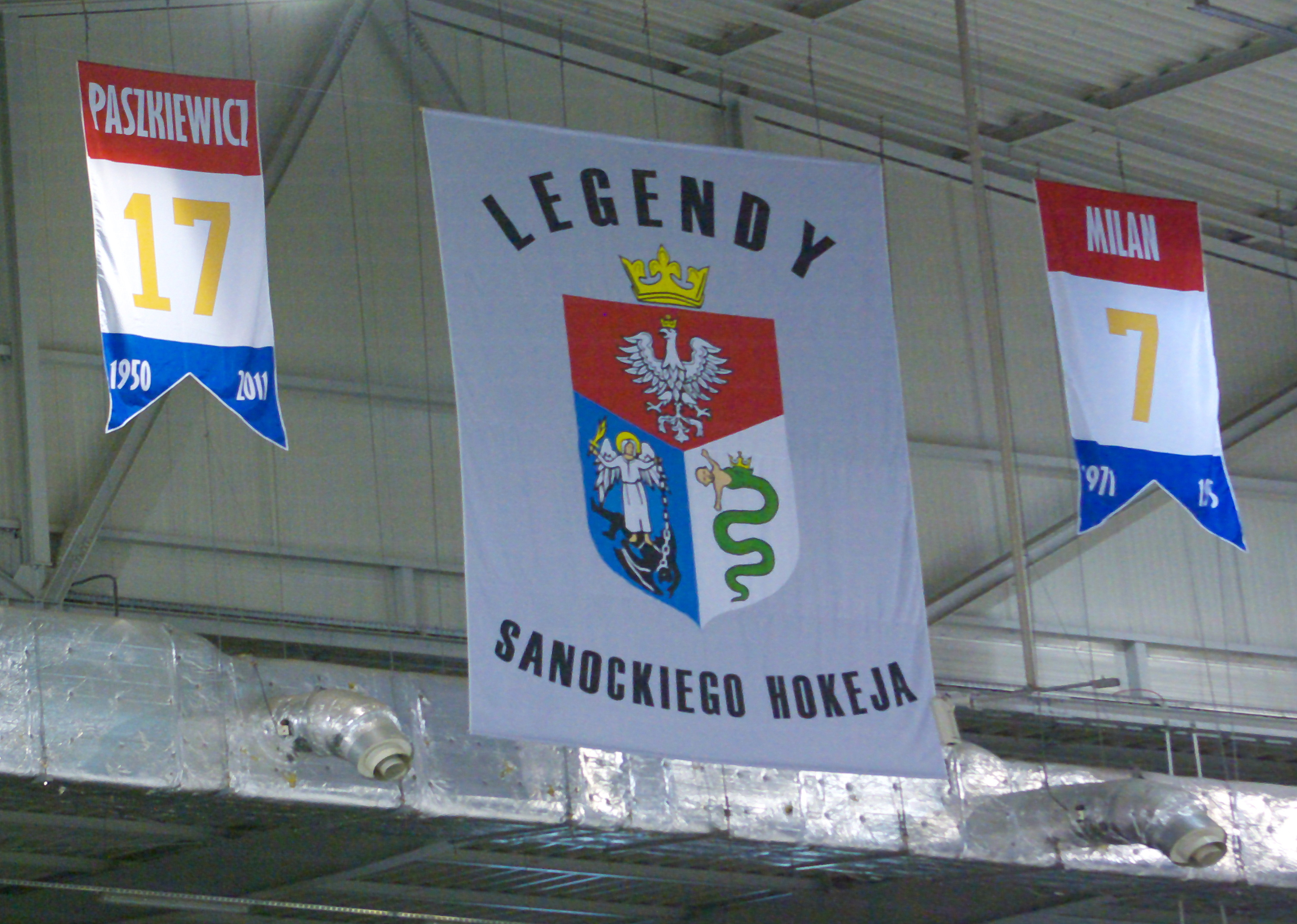
Zastrzeżone numery w galerii Legendy Sanockiego Hokeja w hali Arena Sanok (od 2016)

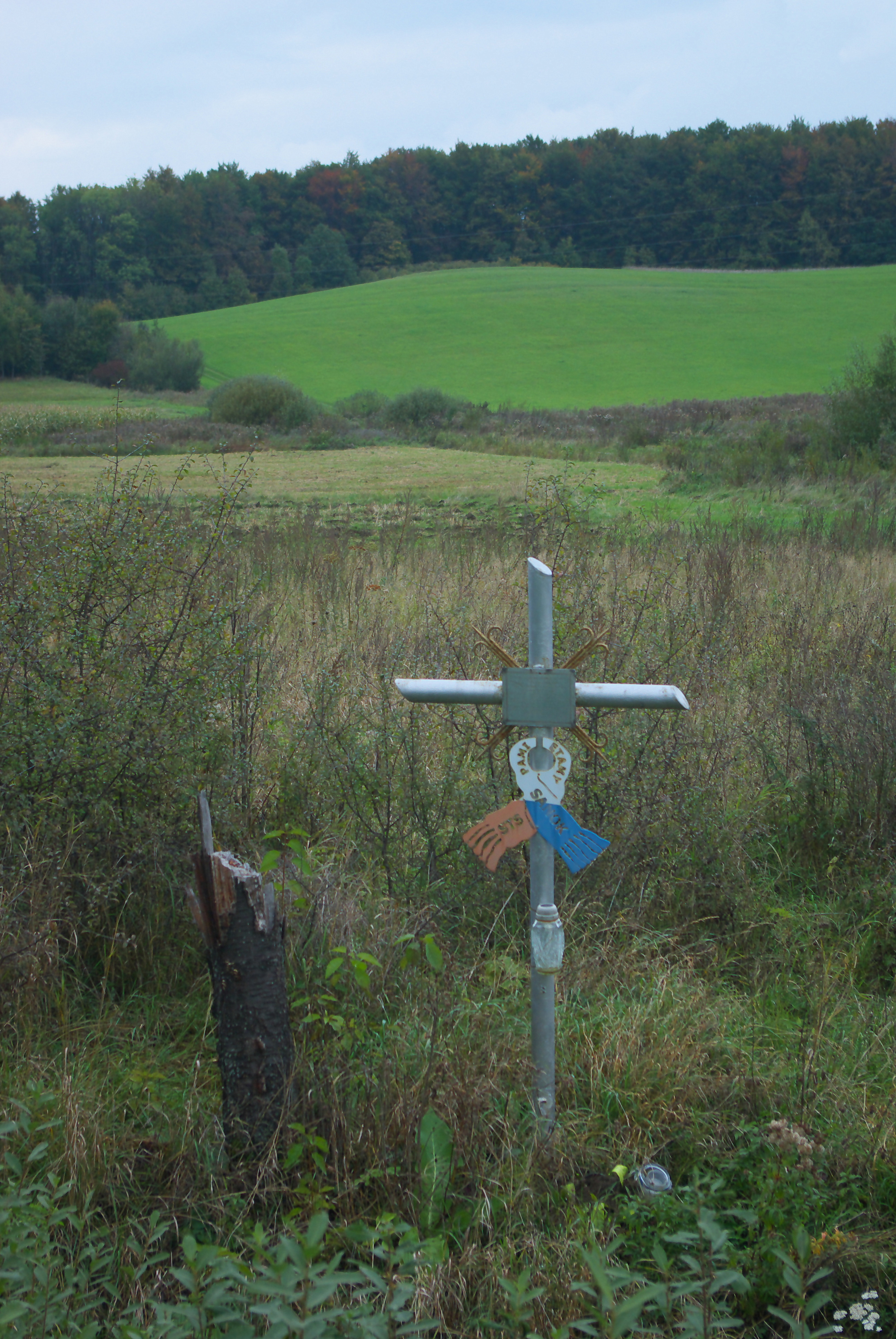
Krzyż przydrożny w miejscu wypadku z 23 stycznia 1995 z Gniewoszówce

- Stal Sanok / STS Sanok / STS Autosan Sanok (do 1994, 1994-1995)
  -  Cracovia (1994)

Piotr Jerzy Milan urodził się 24 sierpnia 1971. Był synem Henryka i Rozalii Milan. Absolwent Szkoły Podstawowej nr 7 w Sanoku, zasadniczej szkoły zawodowej i technikum budowlanego w Zespole Szkół Budowlanych w Sanoku. Jego brat Wojciech (ur. 1978) także został hokeistą.
Jego hokejowym wychowawcą był Tadeusz Garb. Był uważany za jednego z najbardziej utalentowanych hokeistów klubu. Treningi hokejowe rozpoczął w wieku 10 lat. W drużynie seniorskiej zadebiutował w wieku 16 lat (wówczas jeszcze funkcjonującej pod nazwą Stal Sanok). W trakcie sezonu II ligi 1991/1992 miał kłopoty zdrowotne i kontuzję ręki. 1 lutego 1992 zdobył gola numer 100 dla drużyny STS ww meczu wyjazdowym z Podhalem II Nowy Targ (wynik 22:3). W marcu 1992 wywalczył z drużyną historyczny awans do I ligi, a w opinii prasowej i trenerskiej był uznany za najlepszego zawodnika meczów finałowych ze Stoczniowcem Gdańsk. W inauguracyjnym sezonie 1992/1993 I ligi odznaczał się skutecznością. W meczu wyjazdowym 29 października 1992 z Cracovią zdobył zwycięskiego gola na 18 sek. przed końcem meczu (wynik 3:4 dla STS). Finalnie był trzecim punktującym w sanockiej drużynie i jednocześnie najskuteczniejszym zawodnikiem spośród wychowanków klubu (18 punktów, w tym 12 goli).
W trakcie kariery w związku z problemami zdrowotnymi z sercem tymczasowo przerwał karierę. W 1993 rozpoczął studia na Akademii Wychowania Fizycznego im. Bronisława Czecha w Krakowie; od tego czasu początkowo dojeżdżał na uczelnię, a w listopadzie 1993 w związku z tym został zawodnikiem Cracovii na zasadzie wypożyczenia (pod koniec sezonu zdobył hat-trick w meczu przeciw Polonii Bytom). W krakowskiej drużynie grał w trakcie sezonu 1993/1994. Podczas drugiego roku studiów, jesienią 1994 rozpoczął indywidualny tok nauczania i powrócił do występów w drużynie STS-u. Po raz ostatni wystąpił w Sanoku na lodowisku Torsan w meczu przeciwko drużynie z Krakowa – 20 stycznia 1995 i strzelił wówczas ostatniego gola w rodzinnym mieście. Dwa dni później, 22 stycznia rozegrał swój ostatni mecz w życiu przeciwko zespołowi SMS „Orlęta” w Sosnowcu, wygrany przez sanoczan 6:1, w którym strzelił dwa gole w drugiej tercji (w 22. i 39. minucie spotkania). Kilka godzin później, ok. godz. 3 nad ranem 23 stycznia 1995, powracając do Sanoka z tego spotkania wyjazdowego, poniósł śmierć w Gniewoszówce wskutek wypadku drogowego autobusu, wiozącego drużynę STS. Oprócz niego w wypadku zginęły jeszcze dwie osoby, a osiem zostało rannych.
25 stycznia 1995 został pochowany w grobowcu rodzinnym na Cmentarzu Centralnym w Sanoku; nabożeństwo żałobne odprawił ks. prałat Adam Sudoł, zaś w pogrzebie uczestniczyli licznie sanoczanie, a także przedstawiciele PZHL i polskich klubów hokejowych.

## Upamiętnienie

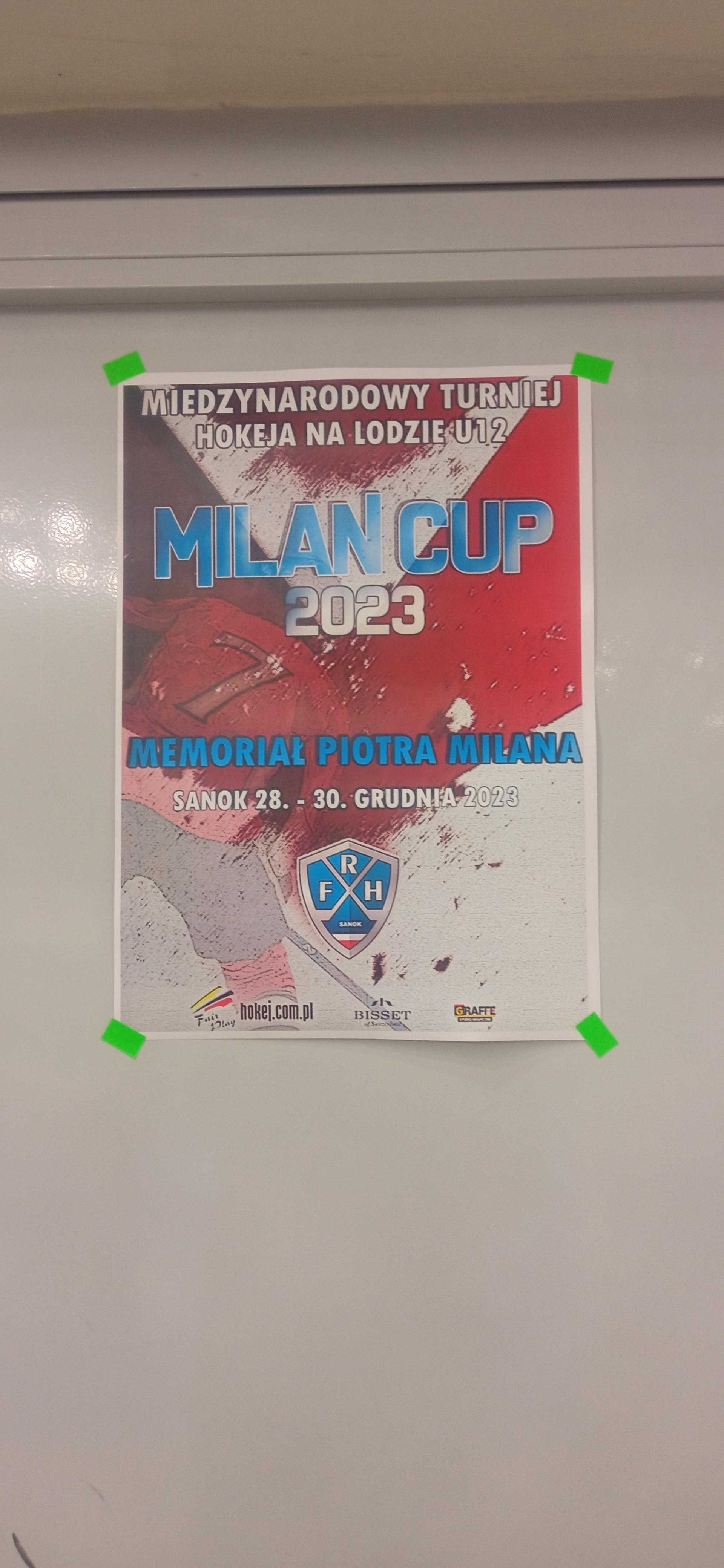
Afisz Międzynarodowego Turnieju Hokeja na Lodzie U12 "Milan Cup – Memoriał Piotra Milana" 2023

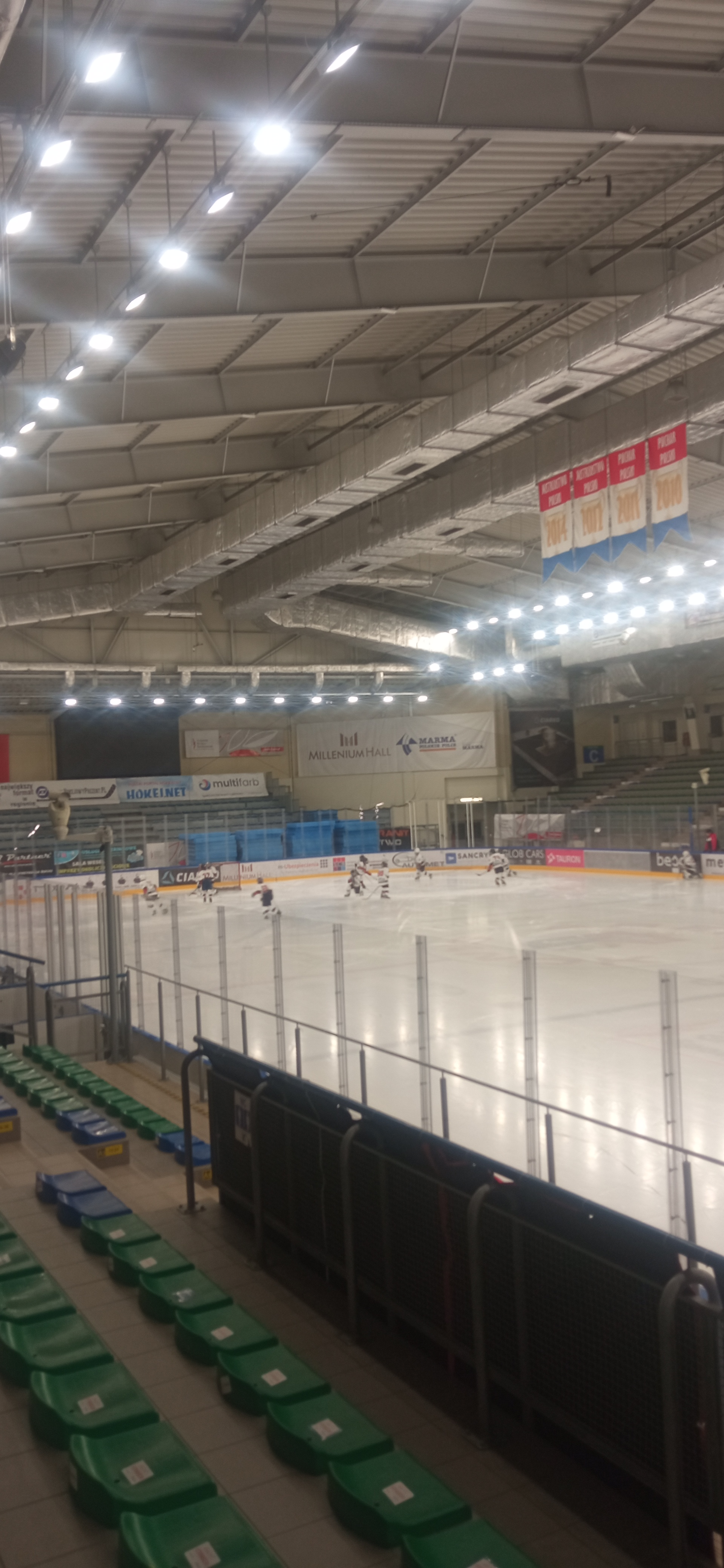
Mecz Kosice Hockey Players – Naprzód Janów podczas Międzynarodowego Turnieju Hokeja na Lodzie U12 "Milan Cup – Memoriał Piotra Milana" (28.12.2023)

- W pierwszym meczu po wypadku kibice drużyny STS zapalili na lodowisku Torsan znicze ku pamięci Piotra Milana (w tym dniu 31 stycznia 1995 zespół sanocki pokonał Stoczniowca Gdańsk 14:0)[27].
- Po śmierci Piotra Milana, numer 7, z jakim występował na koszulce, został na zawsze zastrzeżony przez sanocki klub hokejowy.
- Na lodowisku Torsan Piotr Milan był upamiętniony tablicą z ukazanym numerem 7 wraz z krzyżem, pod którą stale palił się znicz.
- Od sezonu 1995/1996 w okresie przygotowawczym do kolejnych edycji ligowych organizowano w Sanoku hokejowy turniej pod nazwą „Memoriał Piotra Milana o Puchar Prezesa Autosanu”[28][29][30][31][32][33][34].
- 18 stycznia 2009, w hali nowego lodowiska klubu, Arena Sanok, został umieszczony numer 7 jako zastrzeżony dla hokeistów sanockiej drużyny[35]. Na początku 2016 pod zadaszeniem hali Arena Sanok zostały umieszczone nowe banery zastrzeżonych numerów zawodników Piotra Milana (#7) i Jana Paszkiewicza (#17) oraz opatrzone oznaczeniem „Legendy Sanockiego Hokeja”.
- W miejscu wypadku w Gniewoszówce pierwotnie został ustawiony drewniany krzyż przydrożny upamiętniający zdarzenie[36]. Z inicjatywy kibica STS Andrzeja Gontka w dniu 21 października 1996 został ustanowiony krzyż metalowy z tabliczką upamiętniającą[37].
- Od 2018 roku na Arenie Sanok (pomiędzy Świętami Bożego Narodzenia a Sylwestrem) odbywa się coroczny "Milan Cup - Memoriał Piotra Milana U12" będący międzynarodowym turniejem hokeja na lodzie drużyn żaków młodszych (czyli zawodników do lat 12) i organizowany przez sanocką Fundację Rozwoju Hokeja. To właśnie ten turniej stanowi obecnie memoriał Piotra Milana. W Milan Cup brali lub biorą udział zespoły z Białorusi, Czech, Łotwy, Polski, Słowacji, Węgier i Ukrainy, w tym formalny gospodarz tego turnieju UKS Niedźwiadki Sanok.

## Sukcesy
Klubowe
- Awans do I ligi: 1992 z STS Sanok